# Assunção (província)
Assunção (em castelhano:  Asunción; em quíchua:  Asunsyun) é uma província do Peru localizada na região de Ancash. Sua capital é a cidade de Chacas.

## Distritos da província
- Acochaca
- Chacas